# Davide Parenti
Davide Parenti (Mantova, 31 gennaio 1957) è un autore televisivo e giornalista italiano, conosciuto per trasmissioni come Milano-Roma e Le Iene.

## Biografia
Collaboratore de l'Unità e del settimanale satirico Cuore, diventa autore televisivo nel 1987 firmando, insieme ad Antonio Ricci, Lupo solitario, Matrjoska e L'araba fenice. Alla fine degli anni Ottanta collabora con Mixer, dai primi anni novanta lavora a diversi programmi di Rai 3: Storie vere,, Mi manda Lubrano, Mille e una donna e Ultimo minuto. Con Patrizio Roversi e Syusy Blady firma "Politistroika" su Rai 2 e alcuni episodi di Turisti per caso. Dal 1990 è autore di diverse edizioni di Scherzi a parte, La sai l'ultima?, Non dimenticate lo spazzolino da denti e i Guastafeste per Canale 5, Mai dire TV, Barracuda, Smetto quando voglio e la prima edizione di Mai dire Gol per Italia 1.
Nel 1997 realizza e produce con Claudio Canepari Milano-Roma, trasmesso prima su Rai 3, poi successivi su Rai 2 e quindi su Italia 1. Nello stesso anno crea e guida su Italia 1 Le Iene, liberamente tratto dalla trasmissione argentina Caiga quien caiga. Da oltre 20 anni Le Iene di Parenti è presente nel palinsesto di Italia 1 con due prime serate settimanali e i suoi spin-off: Scappati con la cassa, Le Iene Trip, Mai dire Iene, XLove, Open Space, Le Iene presentano Scherzi a Parte e Ieneyeh.
Nel 2005 firma, insieme a Enrico Mentana, Matrix per Canale 5. Nel 2018 realizza e produce il film Il sindaco - Italian Politics for Dummies con Claudio Canepari, che partecipa a diversi festival internazionali, tra cui il Raindance Film Festival di Londra, il Festival Internazionale del Cinema di Shangai e il Transilvania International Film Festival.

## Polemiche al programmaLe Iene
Il programma più celebre di Parenti è spesso al centro di critiche e polemiche. Alcune delle più longeve hanno riguardato i servizi sul metodo Stamina e sul cosiddetto caso Blue Whale.

## Condanne
Nel 2008 una sentenza della Corte di Cassazione ha condannato Parenti, unitamente all'inviato de Le Iene Matteo Viviani ad una pena pecuniaria, a seguito dell'utilizzo di metodi definiti "fraudolenti" e lesivi della privacy a danni di 50 deputati e 16 senatori, sottoposti ad un test per il rilevamento di tracce di stupefacenti.

## I programmi a cui ha lavorato Davide Parenti
- Lupo solitario (1987) con Antonio Ricci
- Matrjoska (1988) con Antonio Ricci
- L'araba fenice (1988) con Antonio Ricci
- Politistroika
- Mixer (1989-1990) con Giovanni Minoli
- Turisti per caso (1991)
- Mai dire TV (1991-1992-1993) con la Gialappa's Band
- Mi manda Lubrano (1992-1993) con Antonio Lubrano
- Milano-Roma (1997)
- Le iene (dal 1997)
- Barracuda (1999)

## Filmografia

### Regista e produttore
- Il sindaco - Italian Politics for Dummies, regia di Davide Parenti e Claudio Canepari (2018)

### Produttore
- Food for Profit, regia di Giulia Innocenzi e Pablo D'Ambrosi (2024)